# Leveroy
Leveroy est un village néerlandais situé dans la commune de Nederweert, dans la province du Limbourg néerlandais. Le 1er janvier 2007, le village comptait 1 010 habitants.

## Patrimoine

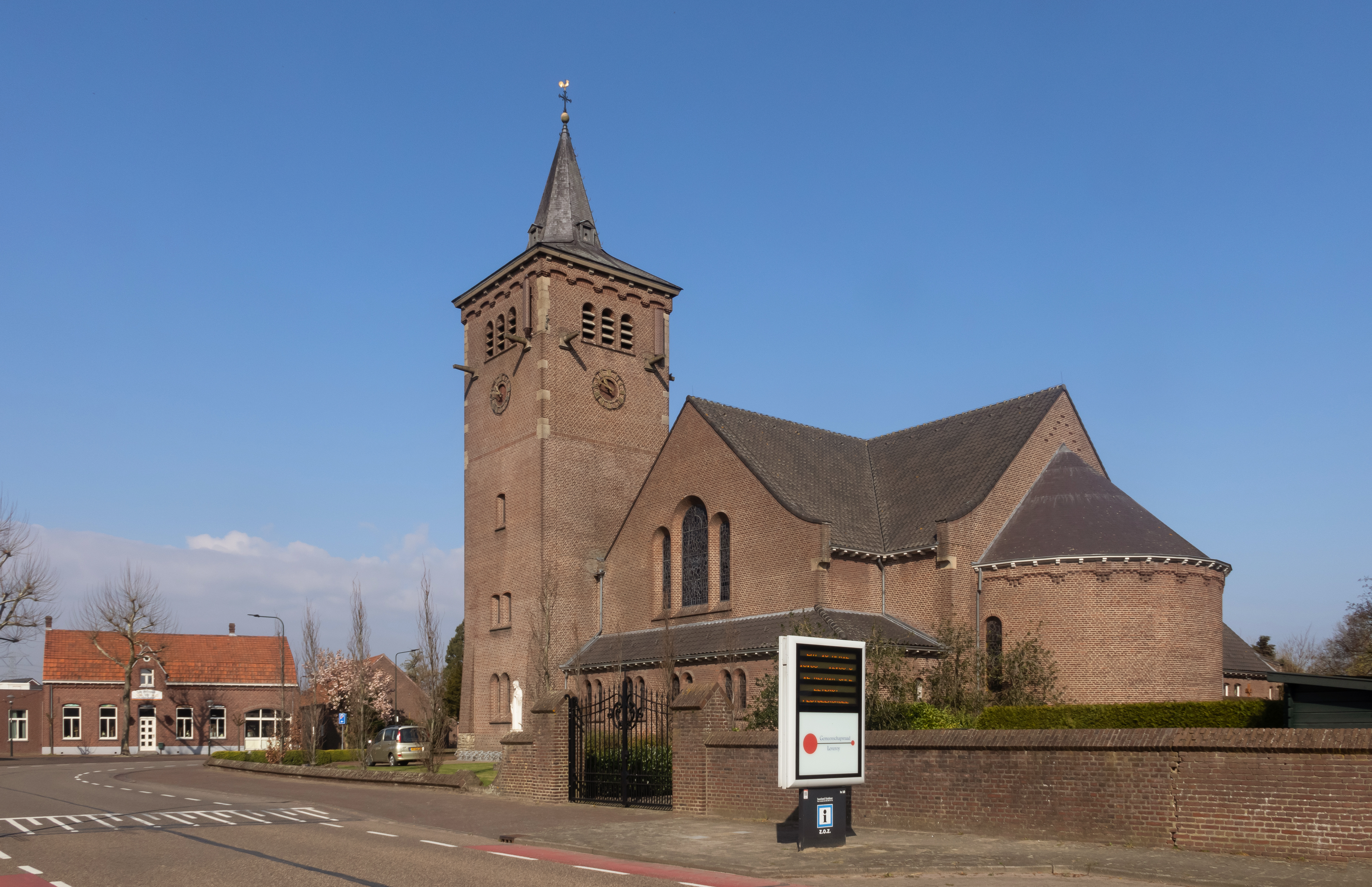
Leveroy, l'église: la Sint Barbarakerk

- Église Sainte-Barbe de Leveroy